# 10 juin 1908
Le mercredi 10 juin 1908 est le 162e jour de l'année 1908.

## Naissances
- Robert Cummings (mort le 2 décembre 1990), acteur, réalisateur et producteur américain
- Jacques Mitterrand (mort le 5 juin 1991), homme politique français
- Robert Eddison (mort le 14 décembre 1991), acteur britannique
- John B. Wentworth (mort en 1997), auteur américain de bande dessinée
- Jean Chanton, chef des groupes francs de la Résistance française
- Fritz Suhren (mort le 12 juin 1950), officier de la Schutzstaffel

## Décès
- Gaston Boissier (né le 15 août 1823), historien et philologue français
- Oliver Belmont (né le 12 novembre 1858), homme d'affaires et homme politique démocrate américain
- Jan Kvíčala (né le 6 mai 1834), professeur de langues classiques à l’Université de Prague et homme politique tchèque

## Autres événements
- Newman devient une municipalité de Californie
- L'église du prieuré Saint-Jean de Catus est classée monument historique
- L'équipe de Hongrie de football perd en match amical contre l'angleterre, (7-0) établissant le record de sa plus grande défaite